# Fricassé
El fricassé o frit cassé (en francès «fregit trencat ») és un bunyol salat de la tradició culinària tunisiana. Es preparatba casa o pels venedors de menjar ràpid.
Les boles de pasta es sobten en oli i després s'obren i es farceixen de patates en daus, harissa, tonyina, olives negres, un ou dur, amanida de méchouia i tàperes.
Aquest plat ràpid és popular al Magrib i també als països amb una gran comunitat tunisenca, sobretot França.